# Andriej Kołkutin
Andriej Kołkutin (ros. Андрей Колкутин; ur. 1957 w Smoljaninowo, Nadmorski Kraj) – rosyjski malarz, członek grupy artystycznej „The Foster Brothers”. W 1982 ukończył Petersburską Akademię Sztuk Pięknych.